# Prelato
Un prelato (o presule) è un membro del clero cattolico che regge una prelatura territoriale o una prelatura personale, e che, solitamente, ha ricevuto l'ordinazione episcopale; inoltre, viene definito prelato colui che, sia esso presbitero o vescovo, è stato insignito di tale titolo da parte della Santa Sede.

## Descrizione
La parola deriva dal latino praelatus, participio passato del verbo praeferre, che significa preferire, e indica, in senso generale, una persona preminente su altre in un dato consesso. I prelati si distinguono in superiori e minori: i primi sono solitamente chierici che sono stati consacrati vescovi o che sono stati creati cardinali, mentre i secondi, generalmente presbiteri, sono coloro che per speciale concessione della Santa Sede godono di un incarico o titolo preminenti rispetto al resto del clero; i prelati inferiori sono i cappellani di Sua Santità, i prelati d'onore e i protonotari apostolici. Prima della riforma della Corte pontificia, mediante il motu proprio Pontificalis Domus emanato da papa Paolo VI il 28 marzo 1968, i prelati si distinguevano in prelati di mantellone e di mantelletta.

### Prelato di mantellone
Venivano chiamati prelati di mantellone gli ecclesiastici della Corte pontificia che detenevano il titolo di Cappellano segreto, Cappellano segreto d'onore, Cameriere segreto partecipante, Cameriere segreto soprannumerario o Cameriere d'onore in abito paonazzo. Il loro titolo era temporaneo e cessava con la morte del pontefice che li aveva eletti. Si fregiavano del titolo di monsignore.
Il nome di prelato di mantellone era dovuto alla sopravveste caratteristica di questi prelati, di colore paonazzo, lunga fino ai piedi e da indossarsi sopra la talare o sottana paonazza. La fascia era sempre paonazza, solo di un tono diverso rispetto all'abito, e terminava con un fiocco. Indossavano altresì le fibbie alle scarpe ed il collare violaceo. Nei solenni cortei papali e nelle sacre funzioni, i prelati di mantellone potevano indossare la cappa rossa in seta d'estate e in ermellino d'inverno. Non usavano il rocchetto, ma solo la cotta, salvo particolari concessioni come per il capitolo dei Santi Celso e Giuliano, i cui canonici avevano dapprima il titolo di Cappellani segreti d'onore e, dal 1939, quello di Camerieri segreti soprannumerari. Ai canonici dei Santi Celso e Giuliano, papa Benedetto XV aveva concesso l'uso del rocchetto, nelle sacre funzioni ed in coro.
Vi erano quattro cariche prelatizie che potevano essere occupate da uomini coniugati ed indossare un mantellone: l'Avvocato fiscale, il Procuratore generale, l'Avvocato de' poveri, e il Commissario della camera. Costoro avevano funzione di prelati, ma potevano convivere con la moglie e vestire l'abito ecclesiastico con un mantello mezzano che giungeva fino ai polpacci e che si chiamava anch'esso mantellone, senza cotta né rocchetto.
Nel 1969 la Santa Sede abolì l'uso del mantellone.

### Prelato di mantelletta
I prelati di mantelletta erano di rango superiore rispetto ai prelati di mantellone e si fregiavano sempre dell'appellativo di monsignore. Il loro titolo era a vita e non cessava con la morte del pontefice. Appartenevano a questo rango della Corte pontificia i prelati domestici e i protonotari apostolici.
Indossavano collare, abito talare con coda, ma da mantenere sempre legata, e fascia con fiocco paonazzo, mantelletta paonazza aperta davanti con fodere rubino, calze paonazze e fibbie alle scarpe. Ai prelati domestici era riservato un fiocco paonazzo sulla berretta, mentre per i protonotari apostolici era di color rubino. Nelle funzioni ed in coro i prelati di mantelletta, sopra la loro sottana di seta violacea, portavano il rocchetto, e sopra il rocchetto la mantelletta, cui erano praticati due fori per le braccia. Si dice mantelletta, giacché più corta rispetto al mantellone dei prelati di grado inferiore.
Anche i vescovi e i cardinali indossavano la mantelletta. I vescovi titolari indossavano solo la mantelletta senza mozzetta, mentre i vescovi residenziali vestivano anche la mozzetta quale segno di giurisdizione sul proprio territorio, pertanto non la portavano in presenza del papa. I cardinali vestivano la talare con rocchetto, mozzetta e mantelletta a Roma, per rispetto al Santo Padre; nelle loro sedi titolari o, comunque, fuori Roma, invece, portavano la mozzetta immediatamente sopra il rocchetto e la talare, quindi senza mantelletta. Vescovi e cardinali mantenevano la coda della talare sciolta nelle sacre funzioni, in coro e nei solenni cortei, mentre gli altri prelati di mantelletta la dovevano sempre mantenere legata mediante un apposito bottone.
Nel 1969 la Santa Sede abolì l'uso della coda e della mantelletta; quest'ultima però rimase concessa ai prelati superiori dei dicasteri della Curia romana non insigniti della dignità episcopale, gli uditori della Rota Romana, il promotore generale di giustizia e il difensore del vincolo del Supremo tribunale della Segnatura apostolica, i protonotari apostolici de numero, i chierici della Camera apostolica e i prelati dell'Anticamera papale.

### Araldica dei prelati di mantellone e di mantelletta
La legislazione ecclesiastica in materia araldica si è dimostrata piuttosto lacunosa nei secoli, soprattutto per i prelati inferiori, ma in luogo di tale lacuna si consolidò la tradizione araldica, ratificata dall'uso. Per i prelati di mantellone era tollerato, nei loro stemmi prelatizi, il cappello nero con cordoni e nappe paonazzi. Per i cappellani le nappe erano tre per lato, disposte in ordine 1-2. Per i Camerieri ecclesiastici le nappe erano sei per lato, disposte in ordine 1-2-3. Ai prelati di mantelletta di grado inferiore era concesso il cappello prelatizio con sei nappe per lato, disposte in ordine 1-2-3, il tutto paonazzo o rubino.
Per i prelati di mantelletta superiori, ovverosia vescovi, arcivescovi e cardinali le normative sono più chiare. Per i vescovi il cappello prelatizio ha sei nappe per lato il tutto di verde, per gli arcivescovi le nappe sono dieci per lato, sempre il tutto di verde, mentre per i cardinali sono quindici per lato, il tutto di rosso; possono inoltre accollare la croce astile dietro lo scudo in base al grado dell'ordine al quale appartengono.